# سیماکسیس
سیماکسیس (به ایتالیایی: Simaxis) یک کومونه در ایتالیا است که در استان اریستانو واقع شده‌است.

## خصوصیات
سیماکسیس ۲۷٫۸ کیلومترمربع مساحت و ۲٬۲۰۵ نفر جمعیت دارد.